# Hvem er De?
Hvem er De? er en dansk dokumentarfilm fra 1956 med instruktion og manuskript af Sten Jørgensen.

## Handling
En række situationer fra dagliglivet på et posthus viser, hvad en postassistent kan blive udsat for på grund af publikums manglende viden om, hvad tilstrækkelig legitimation betyder ved afhentning af penge og forsendelser. Posthusets anmeldelse alene er ikke nok og heller ikke et visitkort, et togkort eller en bankbog. Modtageren må legitimere sig ved hjælp af dokumentation af personlig art f.eks. kørekort, sygekassebog, fagforeningsbog, pas eller lignende.